# 阿焦库塔-卡杜纳-卡诺天然气管道
阿焦库塔-卡杜纳-卡诺天然气管道（英語：Ajaokuta–Kaduna–Kano Natural Gas Pipeline），又称AKK天然气管道工程（AKKP），是一条正在建设的从尼日利亚科吉州的阿焦库塔向卡诺州的卡诺输送天然气的管道，中途经过几个州和城市中心，是跨尼日利亚天然气管道的一部分。AKK天然气管道的建设始于2020年7月。

## 概述
阿焦库塔-卡杜纳-卡诺天然气管道发源于阿焦库塔，总体呈东北方向，经过阿布贾、卡杜纳，最后到达卡诺，总长约为614千米。
AKK管道旨在连接尼日利亚东部、西部和北部地区的管网。该项目力求利用尼日利亚丰富的天然气资源，向尼日利亚北部可持续供应天然气，改善空气质量。管道建成后是未来连接尼日利亚南部气源地与北部用气单位的唯一大动脉，具有增加尼日利亚发电量、用气量，振兴工业、拉动当地经济、促进民生，保障油气能源安全等功能。管道长期目标则是通过跨撒哈拉天然气管道项目向欧洲供应天然气。
2013年7月，尼日利亚国家石油公司宣布了该项目的招标。尼日利亚内阁于2017年12月批准了AKK项目。

## 建设
- 第一标段包括阿焦库塔和阿布贾之间的部分，包括303.4千米的40英寸主管道、13.7千米的24英寸支线管道、3座站场以及12座截断阀室，预计工期24个月。[1][5]2018年4月，该阶段的工程、采购和施工（EPC）合同被授予由OilServ和Oando组成的联合体[1]。中交一公局集团参与项目一期工程建设，并与Oilserv-Oando联合体共同承建AKK天然气管道项目第一标段[5]。

- 第二标段从阿布贾集气站到卡杜纳集气站，全长193千米 ，预算为8.35亿美元[1]。截至2018年4月，第二标段的合同协议尚未执行[7]。CSOIL联合体本应负责AKK项目的第二批工程，但内部出现分歧。最终，尼日利亚当局拆分了第二标段，增加了第一和第三标段的工作量。[8]

- 第三标段长约221千米，自卡杜纳到卡诺，最初预计耗资12亿美元。第三阶段的EPC合同被授予Brentex-中国石油管道局工程有限公司（CPP）联合体。[1]第三标段工程包括建设310.6公里的40英寸管道，卡杜纳、卡诺收发站及管线沿途所有阀室。2018年4月5日，Brentex-CPP联合体与业主尼日利亚国家石油公司签订了AKK天然气管道工程卡杜纳-卡诺段的EPC合同[9]。2018年7月27日，联合体与尼日利亚国家石油公司签订了AKK天然气管道工程追加工作量的EPC合同补充协议[10]。

两家中国金融机构中国银行与中国出口信用保险公司通过基金承担85%的资金，尼日利亚国家石油公司代表的联邦政府将通过股权提供余下的15％。2020年12月，尼日利亚国家石油公司集团董事总经理Mele Kyari说，覆盖600多公里的项目已完成约15％，他们肯定会按计划交付。
2021年7月，路透社称，中国方面的付款方并没有如预期一般快速拨付款项，而尼日利亚国家石油公司仍在与中国银行和中国信保进行谈判，以支付18亿美元的项目成本。消息人士称，由于中国银行不同意在当年夏季结束前向国家石油公司拨款，国家石油公司转而寻求其他资金来源。消息人士又称，中资机构视拨款为一项贷款，而如今拨款方对尼日利亚的风险敞口太大。